# Biblioteca Mignon
La Biblioteca Mignon fue una colección narrativa publicada en Madrid entre 1899 y, al menos, 1907.

## Descripción
Su primer ejemplar vio la luz en 1899. La colección, con un aspecto descrito como «minimalista» y compuesta de al menos cincuenta y seis entregas, se seguía publicando en 1905; podría haber inspirado series futuras como la de El Cuento Semanal, surgida en 1907. Su editor fue Bernardo Rodríguez Serra.
La colección incluyó textos de autores como Clarín, Juan Valera, Vicente Medina, Armando Palacio Valdés, Urbano González Serrano, Luis Bonafoux, Benito Pérez Galdós, Jacinto Octavio Picón, Ricardo Becerro de Bengoa, José Ortega Munilla, Luis Taboada, Enrique Menéndez Pelayo, Gaspar Núñez de Arce, Blanca de los Ríos, Arturo Reyes, Pedro Antonio de Alarcón, Manuel de Tolosa Latour, Narcís Oller, Jacinto Benavente, Pío Baroja, Manuel del Palacio, Miguel de Cervantes, Bernardo Rodríguez Serra, Eduardo López-Chávarri, Narciso Díaz de Escovar, Santiago Rusiñol, Carmen de Burgos, Joaquín Dicenta, Juan Pérez Zúñiga, José Zahonero, Emilio Fernández Vaamonde, Rafael Leyda, Ángel Guerra, José Francos Rodríguez, Tulio Manuel Cestero, Pedro de Répide, Enrique de Mesa, Eugenio Sellés, Alberto Insúa, Valle Inclán, Gregorio Martínez Sierra y Francisco Acebal, entre otros.
En la nómina de ilustradores figuraron nombres como los de Apeles Mestres, José Sánchez Gerona, Primitivo Carcedo, Amparo Brime, Joaquín Torres García, Ricardo Baroja y F. Periquet, entre otros.

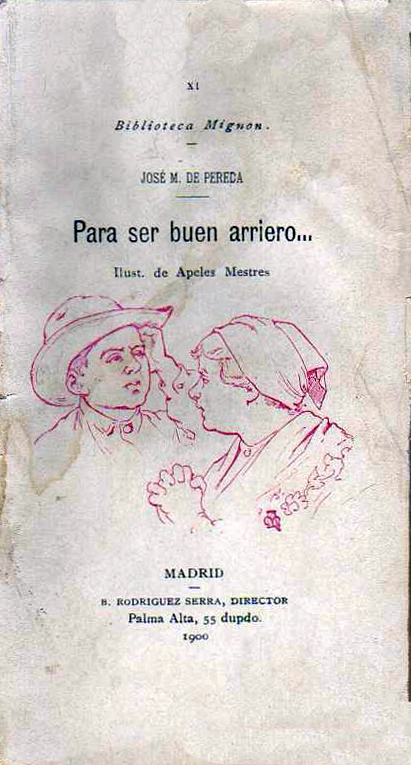
Para ser buen arriero (José María de Pereda)
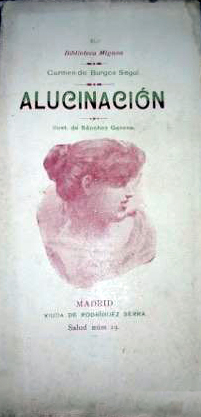
Alucinación (Carmen de Burgos)
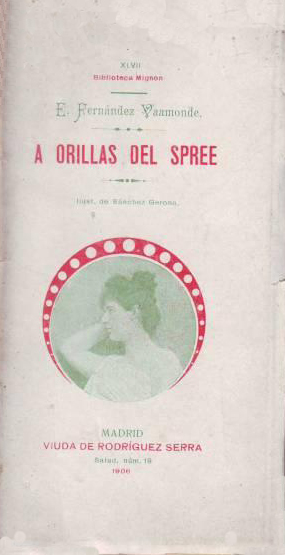
A orillas del Spree (Fernández Vaamonde)